# كنيسة الخضر الأثرية (الطيبة)
كنيسة الخضر الأثرية أو كنيسة مار جريس هي كنيسة بيزنطية للروم الكاثوليك تقع في قرية الطيبة التي ترتفع حوالي 930م عن سطح البحر وعلى بعد 14 كم إلى جهة الشمال الشرقي من مدينة رام الله التابعة لمحافظة رام الله والبيرة، وتعد واحدة من اقدم الكنائس الموجود في فلسطين.

## لمحة تاريخية
بُنيت كنيسة الخضر الأثرية في القرن الخامس الميلادي أعلى تلة تسمى بجبل الجزة، وتوجد بجوارها كنيسة أخرى بنيت في القرن الثاني عشر الميلادي على الطراز المعماري الغربي كما توجد بجوار الكنيستين مغارة صغيرة ذات طابع عمراني صليبي. ترتبط الكنيسة بشخصية القديس الخضر الذي يقدسه كل من المسيحيين والمسلمين من أهالي فلسطين، ويعتبر القديس جورجيوس هو شفيع المسيحيين الروم الكاثوليك في هذه البلدة.

## الوصف
تحتوي كنيسة الخضر الأثرية على ثلاثة أبار لتجميع مياه المطر وتتألف الكنيسة من مجمع ضخم البناء تتراوح مساحته ما بين 28-26 متراً مربعًا، كما تضم ثلاثة أروقة ويظهر في فناء الكنيسة، بشكل دائم، آثار دماء التضحيات التي تقدم إيفاءً لنذور، وعندما تتحقق يقدم أصحابها على تقديم القرابين، كما كان يفعل أجدادهم منذ آلاف الأعوام. وحققت وزارة السياحة والآثار الفلسطينية في عام 2009 اكنشافاً مهماً في الفناء الغربي للكنيسة، فقد تم اكنشاف قبر يحوي على مئات القطع الأثرية التي يعود تاريخها الى العصر البيزنطي والعصور الوسطى، وتميزت الكنيسة بالطابع العمراني البيزنطي حيث اتخذت أقواس الكنيسة شكلًا هندسيًا رائعًا، وفي ساحة الكنيسة الخارجية يوجد عامود ضخم نُحت على هيئة شكل هندسي، وتحيط بالساحة الخارجية أسوار مرصوفة بالفسيفساء أما مبنى الكنيسة فيحتوي من الداخل على ممرات ثنائية مبلطة بالحجر يفصلها فراغ غير مبلط وخلال الحكم البيزنطي الروماني (في القرن الثالث والرابع)، بُني حصن صغير في الموقع من حجارة بارزة منحوتة، لمراقبة تقاطع الطرق بين الطريق الآتية من القدس جنوباً والطريق الآتية من أريحا شرقاً. وتم اختيار الموقع في القرن الخامس لبناء تركيب كنسي. كانت كنيسة الخضر الأثرية مرصوفة بالفسيفساء وتعلو جدرانها لوحات تصور بعضها وجوهًا بشرية وطيورًا وحيوانات وأشجارًا وغير ذلك من الرموز قبل أن يقوم الصليبيين بهدمها خلال الحروب الصليبية، ولا تزال الكنيسة تحتوي بعض بقايا الفسيفساء القديمة التي تم تنظيفها خلال عمليات ترميم المبنى.

## الترميم
بدأت أولى أعمال ترميم كنيسة الخضر الأثرية في عام 2000 على يد بعثة أثرية فلسطينية فرنسية مشتركة بقيادة عالم الآثار الفرنسي ميشيل فارسون شملت عملية الترميم أعمال تنظيف شاملة في الموقع. وفي أثناء عمليات الترميم، تمكنت البعثة من اكتشاف الجناح الشمالي من الكنيسة، والذي كان مغطى بالتراب والرمل، كما كشفت البعثة أيضًا عن أرضيات الفسيفساء، وأقيمت حول الكنيسة حديقة أثرية وسياحية مجهزة بكافة المرافق والخدمات لكي يزورها السائحين من مختلف بقاع العالم.

## معرض الصور

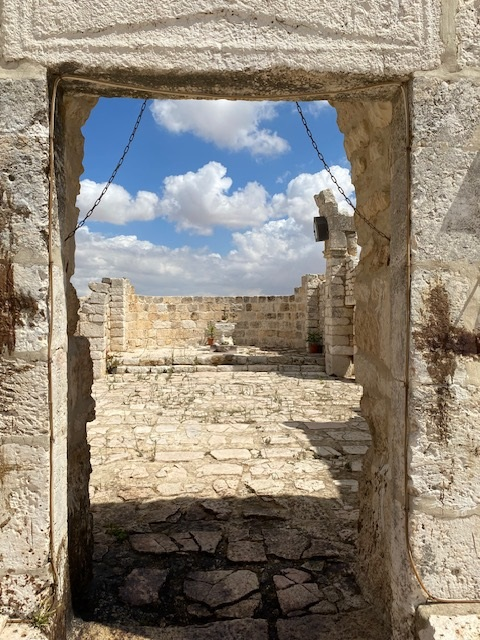
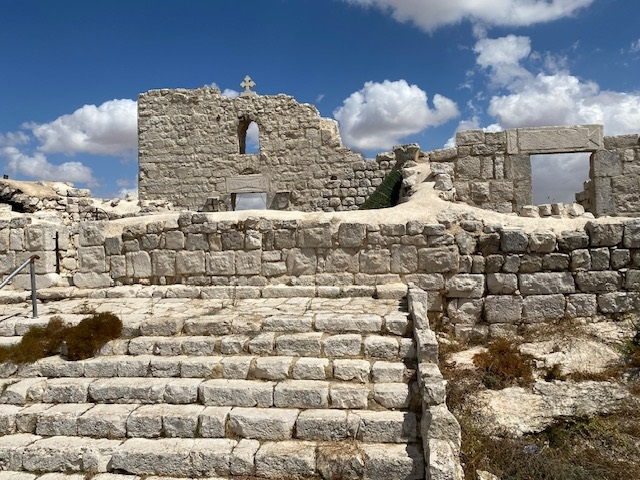